# Les Sept Corbeaux
Les Sept Corbeaux (en allemand : Die sieben Raben) est un conte populaire faisant partie des Contes de l'enfance et du foyer (allemand : Kinder- und Hausmärchen, abrégé KHM) recueillis par les frères Grimm ; vingt-cinquième conte du recueil, il est désigné par le numéro KHM 25. Dans la première édition de 1812 des six éditions que compteront les KHM, cette histoire porte le titre Les Trois grands Corbeaux
Ludwig Bechstein, collecteur de conte populaires contemporain des frères Grimm, qui rapporte lui aussi le conte des Sept Corbeaux, le fait figurer en vingt-quatrième position de son Deutsches Märchenbuch (« Recueil allemand de contes »), dont la première édition date de 1845.
Parmi les autres récits présentant certaines similitudes, citons Les Six Cygnes, Les Oies sauvages, Les Cygnes sauvages et Les Douze Frères.

## Résumé
Un jour, un père de sept garçons voit finalement naître la fille qu'il attendait tant. Le père envoie aussitôt ses fils à la source remplir d'eau une cruche pour baptiser leur sœur. Les sept frères se disputent, et laissent tomber la cruche dans le puits. Le père ne les voyant pas revenir, celui-ci se convainc que ses fils, distraits par leurs jeux, en ont oublié l'eau. Dans sa colère, il formule le souhait que ses fils soient changés en corbeaux. Ce vœu inconsidéré se réalise sur-le-champ, et le père voit sept corbeaux s'envoler dans le ciel.
La jeune fille grandit sans même savoir qu'elle a eu des frères. On finit par lui apprendre l'histoire et elle en éprouve une grande culpabilité. Malgré les explications de ses parents, elle refuse la fatalité. Elle se sent si coupable qu'elle part à la recherche de ses frères, seule et en n'emportant avec elle qu'une bague de ses parents, un petit tabouret et quelques provisions. La jeune fille parcourt le monde entier, mais en vain. Elle parvient au bout du monde. Alors, elle gagne le soleil, lequel est bien trop chaud pour des petits garçons, puis la lune, laquelle est bien trop froide et méchante. En revanche, les étoiles sont pour elle amicales, et l'Étoile du Berger lui offre un os de poule permettant d'ouvrir la montagne de verre, où la jeune fille pourra retrouver ses frères.
Arrivée à la montagne de verre, la jeune fille se rend compte qu'elle a perdu l'os. Elle se coupe alors un doigt et l'utilise comme clef : la porte s'ouvre. À l'intérieur de la montagne, elle rencontre un nain, qui lui dit que « messieurs les corbeaux » ne sont pas là. Cependant, le petit personnage dresse la table, sur laquelle il dispose sept assiettes et sept verres. La fille prend quelque chose dans chaque plat et, dans le dernier, elle laisse tomber sa bague. Les corbeaux, à leur retour, veulent manger, et ils remarquent que quelqu'un est passé. Ils se demandent qui a pu manger dans leur assiette et boire dans leur verre. Le septième corbeau découvre la bague au fond de son verre. Il la reconnaît : cette bague ne peut être que celle de leur sœur, et ils sont donc sauvés. La jeune fille, qui se tenait jusque-là cachée derrière la porte, se découvre. Elle délivre ses frères et, tous ensemble, ils rentrent chez eux.

## Classification et analogies
La classification Aarne-Thompson-Uther, qui regroupe les contes populaires par contes-types, range Les Sept Corbeaux sous la rubrique AT 451 (« La Petite Fille qui cherche ses frères »).
Les Six Cygnes (Die sechs Schwäne, KHM 49) et Les Douze Frères (Die zwölf Brüder, KHM 9) appartiennent également à cette rubrique.
Ce conte présente de grandes analogies avec Les Six Frères Cygnes et surtout avec Les Douze Frères, dont il est une version abrégée. Stith Thompson, qui résume l'argument général de ces trois contes dans The Folktale (voir Bibliographie), signale que cette histoire a un long passé littéraire : elle est utilisée dès 1190 dans le Dolopathos de Johannes de Alta Silva (Jean de Haute-Seille), puis s'est trouvée liée à la légende du Chevalier au cygne. Elle apparaît dans le Pentamerone de Giambattista Basile, mais semble répandue dans toute l'Europe.
François-Marie Luzel a publié une version de Basse-Bretagne (Les neuf frères métamorphosés en moutons et leur sœur) dans le tome III de ses Contes populaires de la Basse-Bretagne (édition de Françoise Morvan, préface de Nicole Belmont, PUR/Terre de Brume, 1996), et une autre ( Les trois frères métamorphosés en corbeaux et leur sœur , dans les Contes retrouvés  tome I (édition de Françoise Morvan PUR/Terre de Brume, 1995).  Sébillot en a publié deux autres versions pour la Haute-Bretagne (Les sept garçons et leur sœur  et (La fille et ses sept frères).
En 2021, l'éditeur Magic Mirror publie La Mélodie des Limbes de Nina Gorlier, une réécriture du conte.
Françoise Morvan a donné une version de ce conte dans  Le Grand Livre des contes  illustré par Arthur Rackham aux éditions Ouest-France.